# Caproni Ca.127
Il Caproni Ca.127 era un progetto di monoplano monomotore da ricognizione, in configurazione ad ala alta con longherone unico a sbalzo; era interamente costruito in metallo e rivestito in tela, con le ali in lega leggera rivestite in tela. Prodotto dall'azienda italiana Aeronautica Caproni negli anni trenta, fu usato come ricognitore.

## Descrizione tecnica

### Struttura

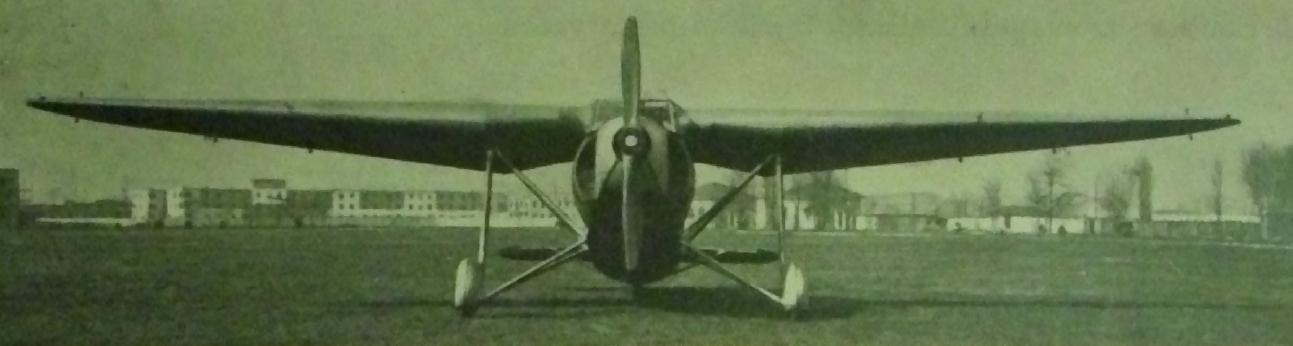
Vista frontale

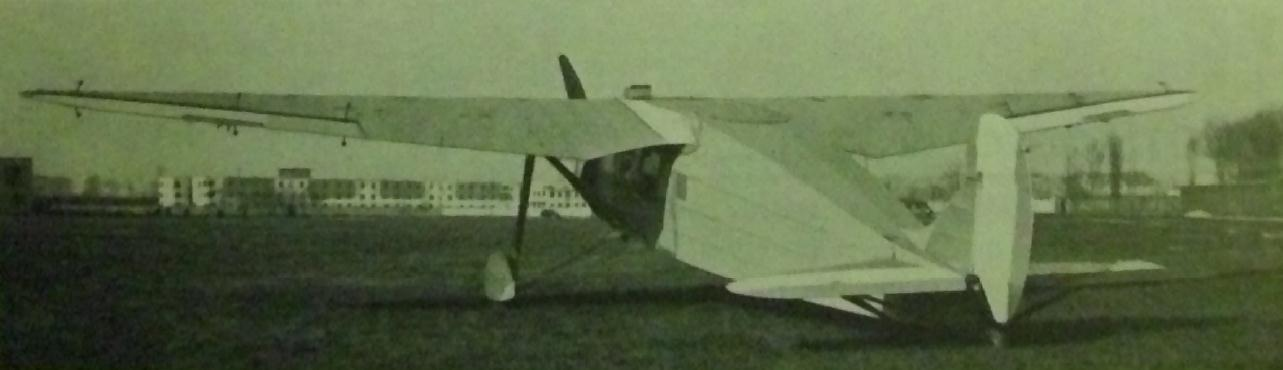
Vista posteriore

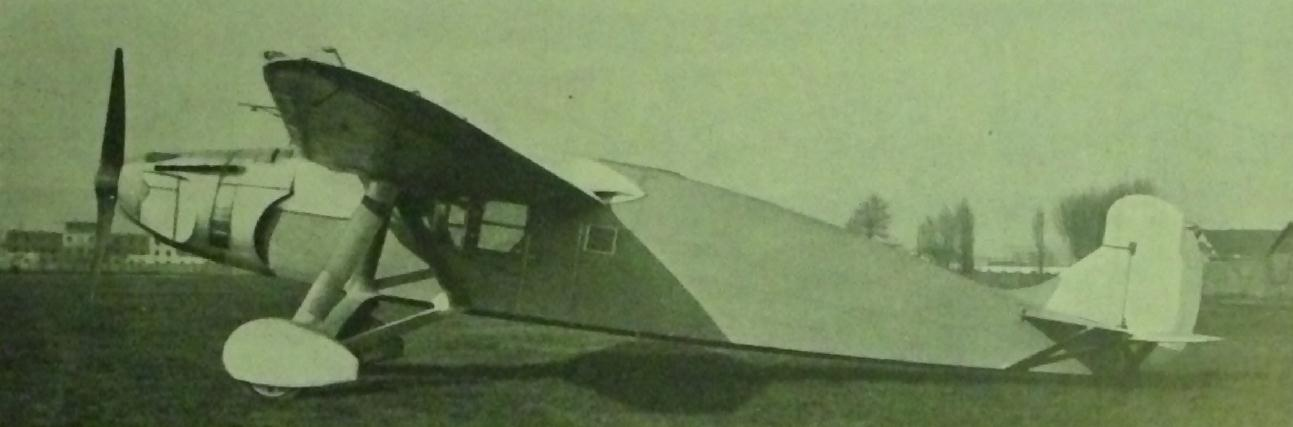
Vista di profilo

Evoluzione del più datato Caproni Ca.111 era un monomotore per ricognizione lontana; fu costruito con struttura in metallo e con la fusoliera, a sezione rettangolare, costruita in tubi metallici d'acciaio saldati rivestiti in tela. Gli impennaggi sono a cellula monoplana, realizzati in tubo di acciaio rivestito da tela verniciata.
La deriva e il piano fisso di quota erano regolabili in volo. Le ali parzialmente a sbalzo si appoggiavano ciascuna ad un puntone metallico che si ancorava ad un nodo della fusoliera; esse erano costruite in struttura metallica in lega leggera del tipo monospar ricoperte in tela.
Il carrello d'atterraggio era del tipo a doppio assale; il puntone ammortizzatore era collegato al longherone dell'ala in corrispondenza del puntone di irrigidimento della stessa. Le ruote erano munite di carenature aerodinamiche e impiegavano pneumatici a media pressione, con freni a espansione. Il pattino di coda era molleggiato, a ruotino orientabile.
La propulsione era affidata a un motore Isotta Fraschini 12R, capace di erogare una potenza pari a 700 CV (515kW) abbinato ad un'elica bipala a passo variabile modificabile da terra. Il castello motore era in tubo di acciaio.
La cabina era a doppio comando, con sedili affiancati, e la cappotta vetrata si raccordava posteriormente con la sezione mediana dell'ala.
Nella cabina di pilotaggio trovavano posto un ricetrasmettitore telegrafico, una macchina fotografica e una mitragliatrice per il tiro in basso anteriore.

### Motore
Il motore previsto era il 18 cilindri a W raffreddato ad acqua Isotta Fraschini 12R, collegato ad un'elica bipala metallica a passo variabile con regolazione da fermo a terra.

### Armamento
Disponeva di una mitragliatrice anteriore sincronizzata con l'elica, comandata dal pilota, una mitragliatrice manovrata dal copilota per il puntamento in basso, due mitragliatrici laterali poste sui fianchi, ed una in torretta superiore con mitragliatrici abbinate.